# David Munson
David Curtiss Munson (Medina, Nova York, 19 de maig de 1884 – Antwerp, Nova York, 17 de setembre de 1953) va ser un atleta estatunidenc que va competir a primers del segle xx.
El 1904 va prendre part en els Jocs Olímpics de Saint Louis, en què guanyà una medalla d'or en la prova de les 4 milles per equips del programa d'atletisme. Munson formà equip amb Arthur Newton, George Underwood, Paul Pilgrim i Howard Valentine. En aquests mateixos Jocs disputà els 1500 metres, on fou quart, i els 2590 metres obstacles, on acabà entre la 5a i 7a posició.
Va guanyar dos títols consecutius de la milla als campionats IC4A, el 1904 i 1905. El 1905 va establir un nou rècord mundial indoor en la milla i mitja. Munson es va graduar per la Universitat Cornell el 1906 i posteriorment va entrar a la New York Law School, on es graduà el 1909.